# پونینگ
پونینگ (به لاتین: Puning) یک county-level city در جمهوری خلق چین است که در جیه‌یانگ واقع شده‌است.

## خصوصیات
پونینگ  ۲٬۰۵۴٬۷۰۳ نفر جمعیت دارد.